# Forney

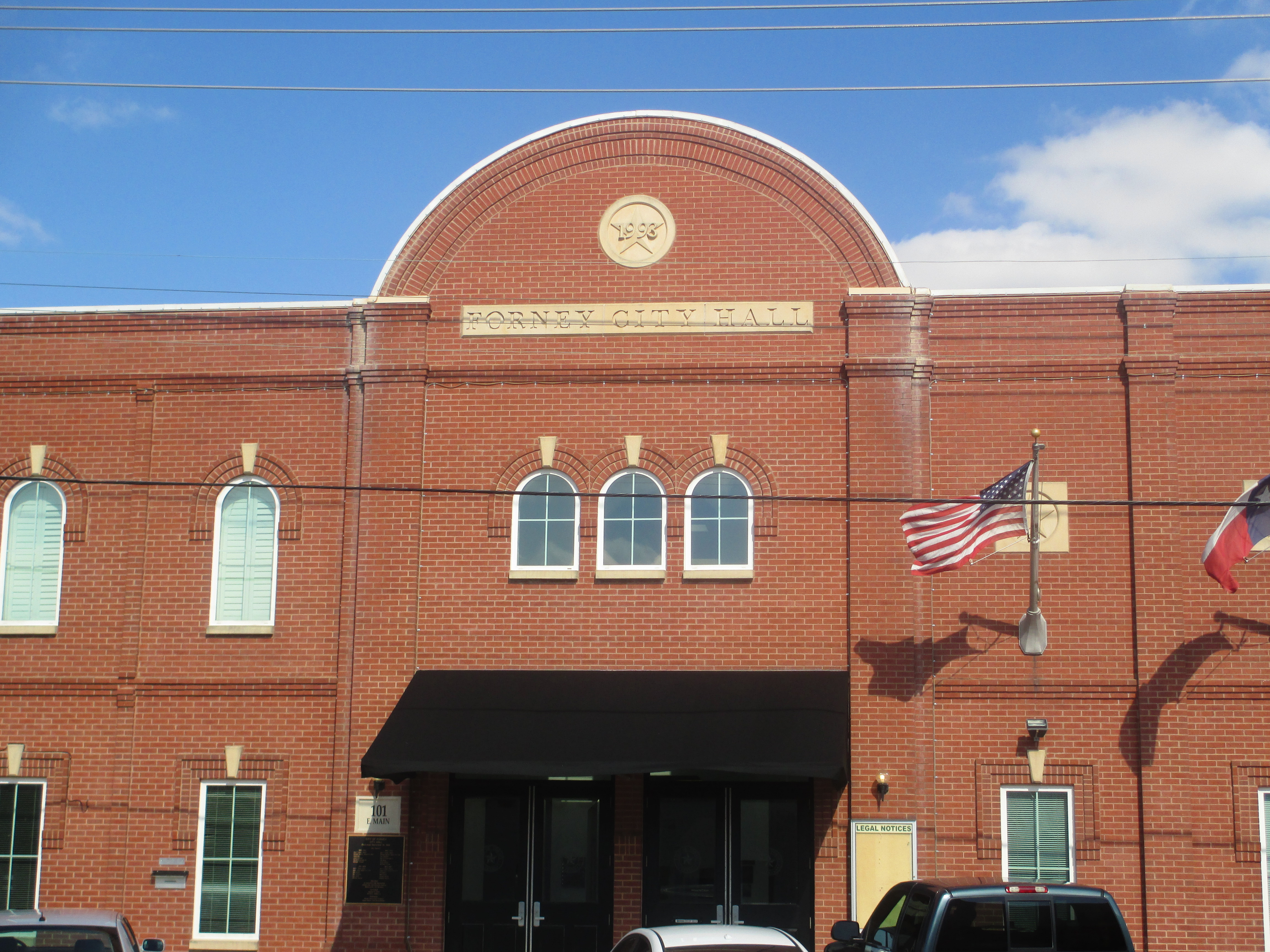
Ratusz

Forney – miasto w Stanach Zjednoczonych, w stanie Teksas, największe w hrabstwie Kaufman. Jest częścią metropolii Dallas–Fort Worth, a jego populacja w latach 2010–2023 wzrosła o 142%. 
Zostało nazwane na cześć urzędnika przechodzącej przez ten obszar kolei, a prawa miejskie otrzymało w 1884 roku.

## Demografia
Według United States Census Bureau w 2022 roku skład rasowy w mieście wyglądał następująco: biali nielatynoscy – 60,5%, Latynosi – 18%, czarni lub Afroamerykanie – 16,1%, rasy mieszanej – 7,3% i Azjaci – 3,4%.